# Arthur Baur

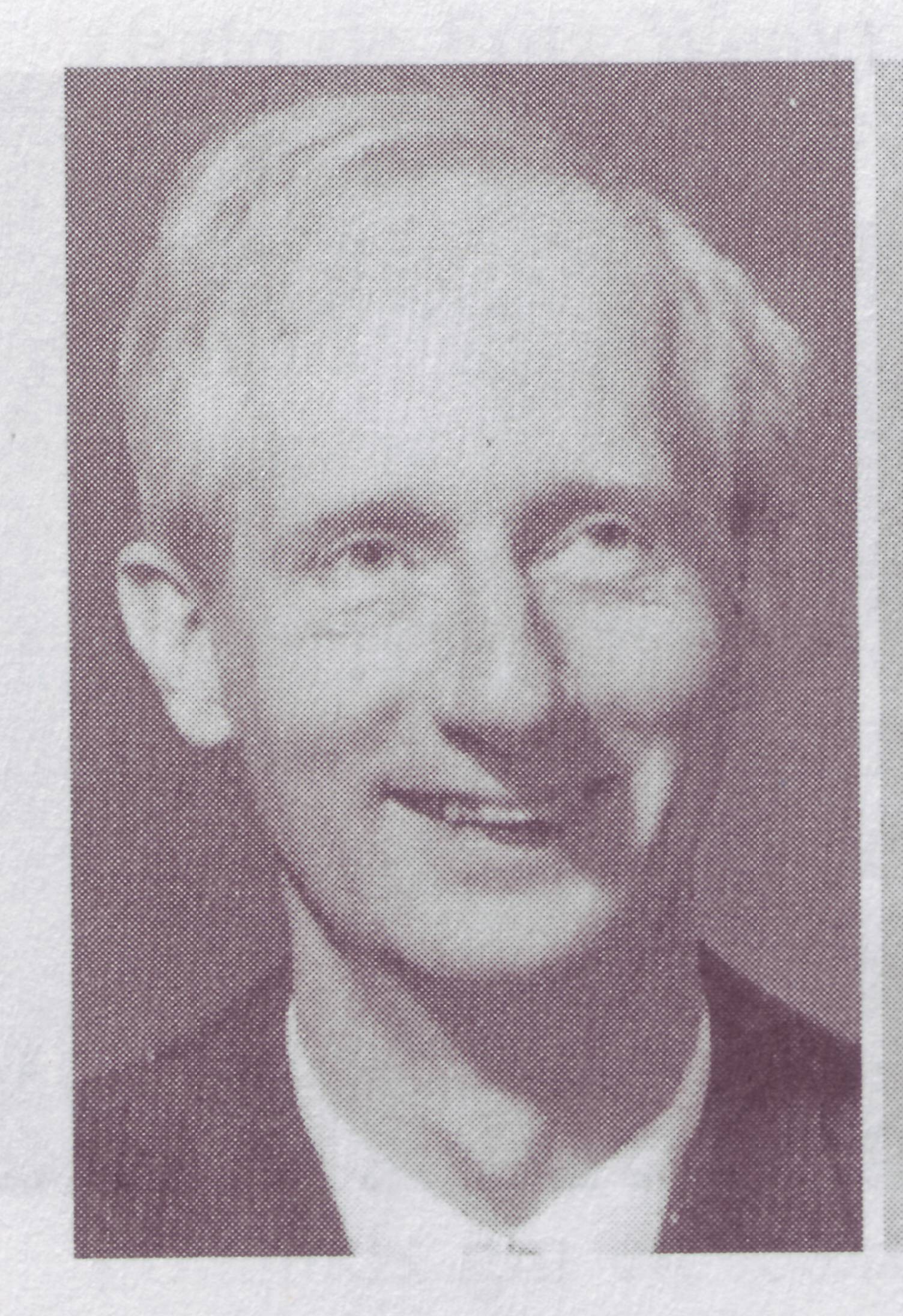
Arthur Baur

Arthur Baur (* 19. Februar 1915 in Zürich; † 17. September 2010 in Männedorf) war ein Schweizer Journalist und Philologe, der populäre Publikationen zu Schweizerdeutsch, Rätoromanisch und Esperanto verfasste.

## Leben
Baur wurde 1915 in Zürich als Sohn des Chemieprofessors Emil Baur geboren. Er studierte an den Universitäten von Zürich, Uppsala und Stockholm englische, rätoromanische und isländische Philologie. 
Nach dem Studium wurde er Journalist und Publizist und war von 1967 bis 1980 Chefredaktor der Winterthurer Tageszeitung Der Landbote. Von 1975 bis 1982 war er Mitglied des Verwaltungsrates der Schweizerischen Depeschenagentur. 
1943 heiratete er Heidi Baur-Sallenbach und hatte mit ihr zwei Kinder.

## Sein Werk
Arthur Baur trug viel dazu bei, Esperanto und Rätoromanisch einer breiteren Öffentlichkeit bekannt zu machen, und sein Lehrbuch des Zürichdeutschen erreichte zahlreiche Auflagen.

### Schweizerdeutsch
Baur publizierte 1939 mit Hilfe seiner Gattin Heidi Baur-Sallenbach das Lehrbuch der schweizerdeutschen Sprache Praktische Sprachlehre des Schweizerdeutschen, von welchem 2008 die 13. völlig überarbeitete Ausgabe erschienen ist. In seinem Werk Was ist eigentlich Schweizerdeutsch? von 1983 vertritt Baur die These, dass Schweizerdeutsch nicht bloss ein Dialekt, sondern eine eigenständige Sprache sei.

### Rätoromanisch
1984 erschien Baurs Abhandlung La Retroromanĉa (Das Rätoromanische) auf Esperanto. In deutscher Sprache publizierte er 1996 Allegra genügt nicht und 1997 Viva la Grischa: Ein Wegweiser für das Bündnerromanische.

### Esperanto
Esperanto lernte Baur 1930 im Gymnasium und er war Mitglied der Esperanto-Gesellschaft Zürich, der Schweizerischen Esperanto-Gesellschaft  und des  Esperanto-Weltbundes. Von 1980 bis 1986 war er Redaktor der Svisa Esperanto Revuo. Er leitete während des 31. und des 32. Esperanto-Weltkongresses, die beide in Bern stattfanden, den Informations- und Pressedienst und war Mitglied des Lokalen Kongresskomitees des 64. Esperanto-Weltkongresses 1979 in Luzern. Er publizierte zahlreiche Bücher auf Esperanto, darunter das Werk La Fenomeno Svislando. Ab 1946 wirkte er beim Schweizer Radio International (SRI), das damals noch Schweizer Kurzwellendienst hiess, bei den wöchentlichen Sendungen in Esperanto mit, ab 1947 hatte er die Leitung dieser Sendungen inne und arbeitete noch bis 1991 für das Esperanto-Programm des SRI.

### Liste der von Arthur Baur publizierten Werke
- Allegra genügt nicht! Rätoromanisch als Herausforderung für die Schweiz (1996)
- De la utopio al la realeco;  Von der Utopie zur Wirklichkeit
- Deine zweite Sprache (1960)
- Esperanto-Kurs (1958)
- La fenomeno Svislando (originale verkita en Esperanto, 1979)
- Die Geschichte der Esperanto-Sendungen aus der Schweiz
- La kreo de nova retoromancxa skriblingvo
- La literaturo de romanĉa Svislando
- La literaturo en alemana Svislando
- Panoramo de Esperanto (1983)
- Das Problem der internationalen Sprache (1953)
- La retoromanĉa: historio kaj nuntempo de la kvara nacia lingvo de Svislando (1995)
- La retoromanĉa: sorto de la plej malgranda nacia lingvo de Svislando (1984)
- Schweizerdeutsch, woher und wohin? (1990)
- Schwyzertüütsch. «Grüezi mitenand.» Praktische Sprachlehre des Schweizerdeutschen (1939/1969/2008)
- Von der Utopie zur Wirklichkeit: Die Geschichte der Plansprachen (1976)
- Was ist eigentlich Schweizerdeutsch? (1983)
- Wo steht das Rätoromanische heute? Ein sprachpolitischer Lagebericht (1955)